# Paul Rouvier
Pour les articles homonymes, voir Rouvier.
Paul Rouvier est un homme politique français né le 25 mai 1829 à Niort (Deux-Sèvres) et décédé le 26 juillet 1918 à la Rochelle (Charente-Maritime).

## Biographie
Propriétaire agriculteur, fondateur de la laiterie de Surgères, il assure la présidence de l'association centrale des laiteries coopératives des Charentes et du Poitou et du comité central d'études de vigilance de la Charente-Inférieure. 
Il est conseiller municipal de Surgères en 1870 et devient maire de cette petite ville en 1894. Il est conseiller général en 1879, vice-président du Conseil général de la Charente-Inférieure et sénateur de la Charente-Inférieure - actuel département de la Charente-Maritime -  de 1901 à 1912, inscrit au groupe de la Gauche démocratique.

## Sources
- « Paul Rouvier », dans le Dictionnaire des parlementaires français (1889-1940), sous la direction de Jean Jolly, PUF, 1960 [détail de l’édition]